# إر تي إس 2
إر تي أس 2 (بالفرنسية: RTS deux)‏ هي قناة سويسرية ناطقة بالفرنسية تابعة لمؤسسة الإذاعة والتلفزيون السويسري، تم تأسيسها في الأول من سبتمبر 1997 تحت اسم (TSR 2) إلى أن تمت إعادة تسميتها في 2012، هي قناة عامة موجهة للسويسريين المتحدثين باللغة الفرنسية.

## البرمجة
برامج القناة لا تنحصر في اتجاه محدد وإنما هي متنوعة تجمع ما بين الأخبار والترفيه والبرامج الحوارية و الأفلام والرياضة، كما أن القناة تقوم ببث دوري أبطال أوروبا بشكل مجاني في سويسرا، وأيضا تجلب أفلام العرض الأول تحت برمجة (Premium) لمشاهديها.